# Двадцять запитань
Двадцять запитань — розмовна салонна гра, яка заохочує дедуктивні міркування та творчість. Гра виникла в США і мала популярність у ХІХ ст. Її популярність зросла наприкінці 1940-х років, коли вона стала форматом успішної щотижневої радіопрограми.
У традиційній грі відповідачем вибирається один гравець. Ця людина вибирає предмет (об'єкт), але не розкриває цього іншим. Усі інші гравці — запитувачі. Кожен по черзі задає питання, на яке можна відповісти простим «Так» або «Ні». У варіантах гри можуть бути включені кілька додаткових відповідей, таких як відповідь «Можливо». Відповідач відповідає по черзі на кожне запитання. Приклади запитань можуть бути такі: «Це більше, ніж хлібниця?» Або «Чи можу я покласти його в рот?» У грі не дозволяється брехати. Якщо запитувач вгадає правильну відповідь, той, хто запитує, виграє і стає відповідачем наступного раунду. Якщо 21 запитання задано без правильної здогадки, то відповідач задурив тих, хто запитував, і стає відповідачем у наступному раунді.
Ретельний підбір питань може значно покращити шанси на перемогу в питанні. Наприклад, запитання на зразок «Чи це стосується технологій для спілкування, розваг чи роботи?» може дозволити допитувачу охопити широкий спектр областей, використовуючи одне питання, на яке можна відповісти простим «так» або «ні». Якщо відповідач відповідає «так», запитувач може використати наступне питання, щоб звузити відповідь; якщо відповідач відповідає «ні», допитувач успішно усунув низку можливостей для відповіді.

## Популярні варіанти
Найпопулярніший варіант називається «Тварина, Рослина, Мінерал». Це взято з ліннейської систематики природного світу. У цій версії відповідач повідомляє запитуючим на початку гри, чи належить предмет до тваринного, рослинного чи мінерального царства. Ці категорії можуть створювати дивні технічні особливості, наприклад, дерев'яний стіл, який класифікується як овочевий (оскільки деревина походить з дерев), або пояс, який є одночасно тваринним і мінеральним (оскільки його шкіра походить від шкірки тварини, а пряжка зроблена металу), або навіть рослинний, якщо виготовлений із рослинних волокон.
Інші версії вказують, що предмет, який слід відгадати, повинен належати до певної категорії, наприклад, дії, заняття, відомі люди тощо. В Угорщині подібна гра названа на честь Симона Бар-Кохби . Версію «Двадцяти запитань» під назвою «Так» та «Ні» розігрують персонажі «Різдвяної колядки» Чарльза Діккенса як приємну гру. .

## Комп'ютери, наукові методи та загадки про ситуацію
Абстрактну математичну версію гри, де деякі відповіді можуть бути помилковими, іноді називають грою Улама або грою Рені-Улама. Гра передбачає, що інформація (виміряна статистикою ентропії Шеннона), необхідна для ідентифікації довільного об'єкта, становить не більше 20 біт. Гра часто використовується як приклад при навчанні людей теорії інформації. Математично, якщо кожне запитання побудовано для усунення половини об'єктів, 20 запитань дозволять запитувачу розрізнити 2 20 = 1048576 об'єктів. Відповідно, найефективнішою стратегією «Двадцяти питань» є задавання питань, які щоразу розділяють поле решти можливостей приблизно навпіл. Процес аналогічний алгоритму двійкового пошуку в інформатиці або АЦП з послідовним наближенням при аналого-цифровому перетворенні сигналу.
У 1901 р. Чарльз Сандерс Пірс обговорив фактори економії досліджень, що регулюють вибір гіпотези для випробування: (1) дешевизна, (2) внутрішня цінність (інстинктивна природність та обґрунтована ймовірність) та (3) співвідношення (обережність, широта, та некомплексність) до інших проектів (інші гіпотези та запити). Він обговорив потенціал «Двадцяти запитань» для виділення однієї теми з-поміж 20 і, вказуючи на майстерну обережність, сказав:
Таким чином двадцять вмілих гіпотез з'ясують, чого не зможуть зробити двісті тисяч дурних. Секрет бізнесу полягає в обережності, яка розбиває гіпотезу на найдрібніші логічні компоненти і за один раз ризикує лише однією з них.
Thus twenty skillful hypotheses will ascertain what two hundred thousand stupid ones might fail to do. The secret of the business lies in the caution which breaks a hypothesis up into its smallest logical components, and only risks one of them at a time.
Він детально розповів, як би, якби цей принцип дотримувався при розслідуванні світла, його слідчі врятувались від піввікової роботи. Зауважте, що тестування найменших логічних компонентів гіпотези по черзі не означає, що слід запитувати, скажімо, про 1048576 предметів по одному. Натомість це означає вилучення аспектів припущення чи гіпотези та запитання, наприклад, «чи зробила це тварина?» перед запитанням «чи робив це кінь?» .
Цей аспект наукового методу також нагадує загадку щодо ситуації, яка стосується (на відміну від двадцяти запитань) загадкового сценарію на початку. Обидві ігри передбачають запитання так/ні, але двадцять запитань надає більшу перевагу ефективності опитування. Обмеженням їхньої схожості з науковим процесом випробування гіпотез є те, що гіпотезу через її обсяг може бути важче перевірити на істину (тест на «так»), ніж перевірити на хибність (тест на «ні») або навпаки.
Розробляючи антропний принцип участі (PAP), який є інтерпретацією квантової механіки, фізик-теоретик Джон Арчібальд Вілер використав варіант «Двадцяти питань», який називається «Негативні двадцять питань», щоб показати, як питання, які ми вирішили поставити про Всесвіт, можуть диктувати відповіді, які ми отримуємо. У цьому варіанті респондент заздалегідь не обирає і не приймає рішення щодо будь-якого конкретного або певного об'єкта, а лише за схемою відповіді «Так» або «Ні». Цей варіант вимагає від респондента надати послідовний набір відповідей на послідовні запитання, щоб кожна відповідь могла розглядатися як логічно сумісна з усіма попередніми відповідями. Таким чином, послідовні запитання звужують можливості, поки запитувач не зупиниться на певному об'єкті. Теорія Вілера полягала в тому, що аналогічним чином свідомість може зіграти певну роль у створенні Всесвіту.

## Радіо
У 1940-х роках гра стала популярним шоу-тестом на радіо-панелі «Двадцять запитань», який вперше транслювався о 8-й вечора, субота, 2 лютого 1946 р., у системі взаємного мовлення з нью-йоркського театру Лонгакре на Західній 48-й вулиці. Радіослухачі надіслали теми для того, щоб учасники дискусії вгадали 20 питань; Сигара Уінстона Черчілля була найбільш часто подаваною. На ранніх шоу слухачі, які натрапили на панель, виграли довічну передплату на Pageant. З 1946 по 1951 рік програму спонсорували запальнички Ronson. У 1952—1953 рр. Спонсором виступила олія Wildroot Cream-Oil.
Шоу було створене Фредом Ван Девентером, який народився 5 грудня 1903 року в Тіптоні, штат Індіана, і помер 2 грудня 1971 року. Ван Девентер був диктором WOR Radio з найвищим рейтинговим шоу Нью-Йорка Ван Девентер та Новини. Ван Девентер був на панелі програми разом зі своєю дружиною Флоренцією Ван Девентер, яка використовувала своє дошлюбне прізвище, з'являючись на шоу у ролі Флоренс Рінард. Їх 14-річний син Роберт Ван Девентер (відомий на шоу як Боббі Макгуайр) та продюсер програми Херб Полісся заповнили регулярну панель, до якої іноді приєднувалася дочка Ненсі Ван Девентер. Гості знаменитостей іноді сприяли ідентифікації предмета.
Сім'я Ван Девентер роками грала в цю гру у своєму будинку, задовго до того, як вони передали гру на радіо, і вони були настільки знавцями, що часто могли отримати відповідь лише після шести-семи питань. В одному незабутньому шоу Магуайру вдалося дати правильну відповідь (Бруклін), не задавши жодного запитання. Відповідь аудиторії студії показали заздалегідь, і Магуайр базував свою відповідь на реакції аудиторії; протягом 1940-х років серед аудиторії нью-йоркської радіостудії було багато бруклінітів, і вони шалено раділи, коли Бруклін згадувався в будь-якому контексті.
Модератором виступив спортсмен Білл Слейтер, який відкривав кожну сесію, подаючи підказку як тварина, рослина чи мінерал. Потім він відповів на кожен запит членів комісії. Цей акторський склад залишався в цілому недоторканим протягом десятиліття шоу. На початку 1953 року Слейтера змінив Джей Джексон, який залишився у фінальній трансляції, і відбулося дві зміни в кріслі для неповнолітніх. Коли Макгуайр закінчив середню школу, його рішення відвідувати Дюкський університет в Північній Кароліні, означало, що він більше не може залишатися в програмі, тому він попросив свого друга в середній школі Джонні Макфі змінити його. Оскільки Макфі відвідував неподалік Принстонський університет, він був географічно доступний для виробництва в Нью-Йорку. Макфі продовжував, поки не закінчив університет, а його самого змінив Дік Гаррісон (справжнє ім'я Джон Бібі) у вересні 1953 року. Гаррісон продовжував свою діяльність до початку 1954 року, коли його замінив Боббі Макгуайр, якому тоді було 22 роки. Макґайр виступав як «найстаріший живий підліток» до кінця пробіжки.

## Телебачення

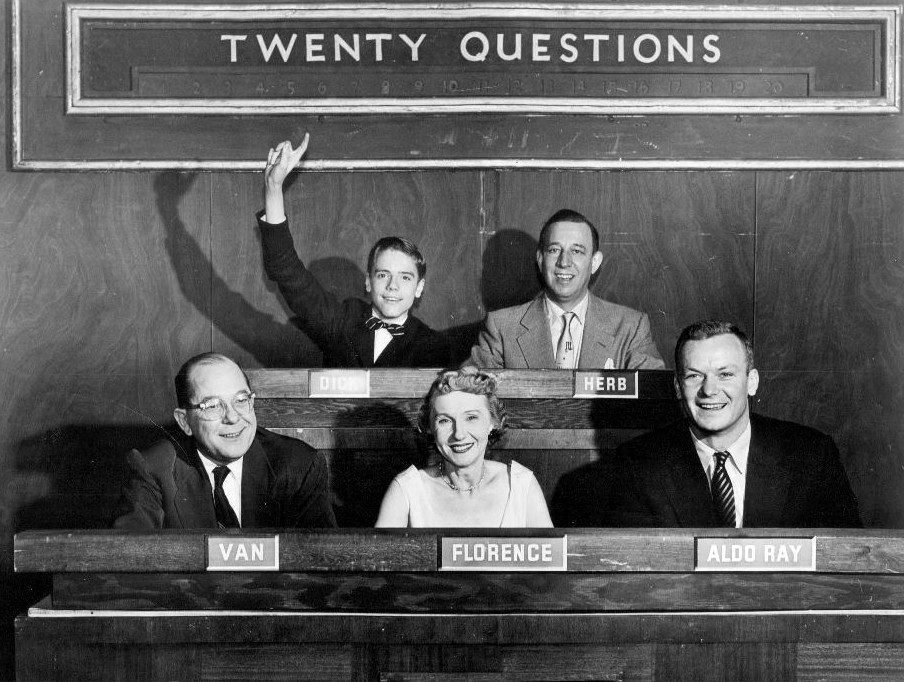
Фото з DuMont, що рекламує шоу запрошеними учасниками дискусії 14-річним Діком Гаррісоном, Хербом Полісся, Фредом Ван Девентером, Флоренс Рінард та актором Альдо Реєм (1 лютого 1954)

Як телевізійний серіал, «Двадцять запитань» дебютував як місцеве шоу в Нью-Йорку на 9-му каналі WOR-TV 2 листопада 1949 року. Починаючи з 26 листопада, серіал виходив по всій країні на каналі NBC до 24 грудня, після чого він залишався в стані неактивності до 17 березня 1950 року, коли він був підібраний ABC до 29 червня 1951 року.
Однак його найдовший і найвідоміший серіал — це телепрограма DuMont Television з 6 липня 1951 року по 30 травня 1954 року. У цей час оригінального ведучого Білла Слейтера замінив Джей Джексон. Після того, як цей пробіг закінчився, ABC знову підняв серію з 6 липня 1954 року по 3 травня 1955 року. Останнє радіо-шоу було передане 27 березня 1954 року.
1975 року продюсер Рон Грінберг зробив спробу для відродження гри на ABC з ведучим Джеком Кларком. У пілотному проєкті взяли участь чотири знаменитості: акторка Келлі Гаррет, кінокритик Джин Шаліт, комік Енн Міра та актор Тоні Робертс, а також двоє учасників, які змагались один з одним.
1989 році телебачення Буена Віста зробило ще одну спробу відродження для синдикації. Ця версія, яку проводив Дік Вілсон, за участю Маркі Пост та Фреда Вілларда, також не продалася.

### Записи епізодів
Як і багато ігрових шоу епохи, «Двадцять запитань» стала жертвою стирання; більшість її записів було знищено. Два епізоди DuMont від 18 січня 1952 року та 16 листопада 1953 року, а також проєкт 1975 року циркулюють серед колекціонерів. Невідомо, скільки радіоепізодів вижило.

## За межами США
Інші версії « Двадцяти питань» були випущені в ряді країн.

### Канада
Двадцять запитань, випущених на телеканалі CTV 1961 року; його ведучий, Стюарт Макферсон, став оригінальним ведучим британської версії.

### Угорщина
В Угорщині гра відома як Barkochba, названа на честь Симона Бар-Кохби, керівника єврейського повстання ІІ століття проти римлян. Історія стверджує, що римляни вирізали язик шпигуна, тож, діставшись до табору бару Кохби, він зміг лише кивати або крутити головою, щоб відповісти на запитання бара Кохби. Кількість питань не обмежується двадцятьма.
Barkochba стартувала як телевійзійна гра «Хто, Що» (пізніше названа Ван Бенне Валамі) на угорському національному телебаченні Magyar Televízió з 1975 по 1991 р. Це було перше шоу, представлене Іштваном Ваго, який пізніше вестиме угорські версії Загрози! (Все або нічого!) і Who Wants to be a Millionaire? (Перший мільйон).

### Ірландія
Двомовна (ірландсько-англійська) версія «Двадцяти запитань» виходила в ефірі RTE [Архівовано 21 червня 2019 у Wayback Machine.] Radio 1 у 1960-1970-х роках. Він був організований Героїдом Ó Тигернані, за сценарієм Діка О'Донована, продюсер — Білл О'Донован (випадковий учасник дискусії), а на панелі були Домінік О'Ріордан, Тоні á Далей, Сеан Ó Мурчу і Маер Нуун. Гра виявилася надзвичайно популярною, подорожуючи вздовж і впоперек Ірландії, розміщуючись у місцевих клубах та громадських залах.

### Норвегія
NRK транслював власну версію гри безперервно з 1947 р. до початку 1980-х рр. У 2004 році радіосеріал був відроджений і відновив свою популярність, що призвело до телевізійної версії 2006 року. Норвезька 20 spørsmål продовжується на радіо та телебаченні NRK, а вебгра доступна на офіційному вебсайті NRK [Архівовано 23 лютого 2011 у Wayback Machine.] . Настільна гра 2006 року за мотивами серіалу в даний час є призом, який отримують слухачі, які обіграли панель.

### Польща
Польська версія, 20 pytań було показана на TVP1 у 1960-х роках, ведучими були Ришард Серафінович та Джоанна Ростоцька. У польській версії було три команди з 3 гравців: математики, журналісти та змішана команда з Лодзі. Шоу було скасоване через скандал, коли виявилося, що математики використовували двійковий алгоритм пошуку, щоб відповісти на запитання, використовуючи для цього Wielka Encyklopedia Powszechna PWN .

### Об'єднане Королівство
Канал BBC транслював версію на радіо з 28 лютого 1947 по 1976 рік, а телепередачі виходили в ефір у 1947 і 1948 роках, а також серіал з 1956 по 1957 рік. На радіо тему, яку слід вгадати, розкрив глядачам «таємничий голос» (спочатку Норман Хакфорт з 1947 по 1962 рік; згодом він був регулярним учасником дискусії). Хакфорт став добре відомим серед британської громадськості настільки ж віддаленим, як і очевидною обізнаністю.
Спочатку серіал був представлений Стюартом Макферсоном. У групу входили Річард Дімблбі, Джек Трейн, Анона Вінн та Джой Адамсон, а пізніше комік Пітер Глейз Пізніше ведучий Гілберт Хардінг був скинутий у 1960 році продюсером Яном Мессітером, коли, випивши потрійний джин-тонік, який він спочатку пропонував Мессітеру, продовжив повністю руйнувати нічну гру — він образив двох учасників дискусії, не визнавши правильну ідентифікацію після семи питань (після розкриття відповіді на 20-те питання, він кричав на панель і аудиторію), і закінчив шоу за три хвилини раніше, сказавши: «Мені набридла ця ідіотська гра… Я йду додому». До 1967 року його замінював Кеннет Горн, а з 1970 по 1972 рік — Девід Франклін.
Відродження тривало один сезон у 1990-х на BBC Radio 4, який вев Джеремі Бідл. Версія з конкуруючим складом вироблену комерційною станцією «Радіо Люксембург», ВВС не визнає. Чергове відродженя під назвою «Відгадай що?» був влаштований Баррі Туком для однієї серії в 1998 року.
Телевізійна версія виходила з 1960 по 1961 рік, випущена Associated-Rediffusion для ITV, а провідник — Пітер Джонс (який згодом проходив у 1974 році). Пізніше «таємничий голос» став постійним кляпом у радіосеріалі « Вибач, що не маю підказки» .
Всесвітня служба BBC також транслювалися версію під назвою Тварини, рослини і мінерали, очолювану Террі Воганом з групою, включаючи Рейчел Гейгі Флінта і Майкла Фландерса.